# Xian de Menghai
Le xian de Menghai (勐海县 ; pinyin : Měnghǎi Xiàn) est un district administratif de la province du Yunnan en Chine. Il est placé sous la juridiction de la préfecture autonome dai de Xishuangbanna.

## Démographie
La population du district était de 292 383 habitants en 1999.